# Karinebæk (przystanek kolejowy)
Karinebæk (duński: Karinebæk Station) – przystanek kolejowy w miejscowości Hornbæk, w Regionie Stołecznym, w Danii. 
Przystanek położony jest na Hornbækbanen pomiędzy Helsingør i Gilleleje. Usługi związane z transportem kolejowym prowadzone są przez Lokaltog.

## Linie kolejowe
- Lokaltog